# Traghetti delle Isole
La Traghetti delle Isole S.p.A. è stata una compagnia di navigazione specializzata nei collegamenti marittimi con le isole minori della Sicilia occidentale.

## Storia
Nata nel 1969 a Trapani per mano di un gruppo di imprenditori e manager guidati da Mariano Minore e da Nino Castiglione, noto imprenditore dell'industria ittica poi in seguito uscito dalla società. Il suo azionariato si è quindi frazionato. Dal 1988 al 1991 ha effettuato un collegamento Civitavecchia - Ustica - Trapani. La sua base principale è il porto di Trapani.
Nel dicembre 2015 si è aggiudicata il bando di gara indetto dalla Regione Siciliana per i collegamenti Trapani - Pantelleria e Porto Empedocle - Isole Pelagie per il quinquennio 2016-2020.
Nel marzo 2017 il 50,9% della compagnia è stato acquisito dalla Liberty Lines, quota ceduta nel dicembre del 2018 al gruppo Caronte & Tourist. 
Entrambe le due navi vengono trasferite in flotta Siremar, ma mantenendo la livrea Traghetti delle Isole.
Nel novembre 2020 viene annunciato dalla Regione Sicilia la proroga fino al 31 dicembre 2021 dei collegamenti Trapani - Pantelleria e Porto Empedocle - Isole Pelagie in scadenza il 31 dicembre 2020.
Nel 2023 la compagnia viene formalmente inglobata in Caronte & Tourist Isole Minori, cessando di fatto di esistere. Tuttavia le unità della flotta, nel frattempo passate a Siremar, mantengono il marchio e la livrea della vecchia società.

## Flotta (attiva fino al 2023)
| Nome      | Numero IMO | Stazza lorda (t.s.l.) | Lunghezza | Larghezza | Velocità in nodi | Passeggeri | Capacità auto | Metri lineari carico merci | Anno di costruzione | Note                                                     |
| --------- | ---------- | --------------------- | --------- | --------- | ---------------- | ---------- | ------------- | -------------------------- | ------------------- | -------------------------------------------------------- |
| Lampedusa | 7325095    | 9.183                 | 126       | 18.5      | 15               | 830        | 221           | 370                        | 1974                | Dal 2024 Seabridge per Lider Line                        |
| Cossyra   | 7717327    | 4.419                 | 90        | 17        | 14               | 300        | 120           | ?                          | 1980                | In servizio con la livrea Caronte & Tourist Isole Minori |

## Rotte (attive fino al 2023)

### Isole Pelagie
| Linea                       | Durata     | Servizio                                    | Riposo             |
| --------------------------- | ---------- | ------------------------------------------- | ------------------ |
| Porto Empedocle → Linosa    | 6 h        | lunedì, martedì, mercoledì, venerdì, sabato | giovedì e domenica |
| Linosa → Lampedusa          | 2 h 40 min | lunedì, martedì, mercoledì, venerdì, sabato | giovedì e domenica |
| Lampedusa → Porto Empedocle | 9 h 20 min | lunedì, martedì, mercoledì, venerdì, sabato | giovedì e domenica |

### Pantelleria
| Linea                 | Durata     | Servizio estivo                             | Servizio invernale         |
| --------------------- | ---------- | ------------------------------------------- | -------------------------- |
| Trapani → Pantelleria | 6 h        | lunedì, mercoledì, giovedì, venerdì, sabato | lunedì, mercoledì, venerdì |
| Pantelleria → Trapani | 7 h 15 min | lunedì, mercoledì, giovedì, venerdì, sabato | lunedì, mercoledì, venerdì |

## Curiosità
Nella fiction Il commissario Montalbano si vede Salvo Montalbano con Livia Burlando che viaggiano sul traghetto Vulcano.